# 克盧埃爾河
46°26′18″N 00°17′09″E / 46.43833°N 0.28583°E

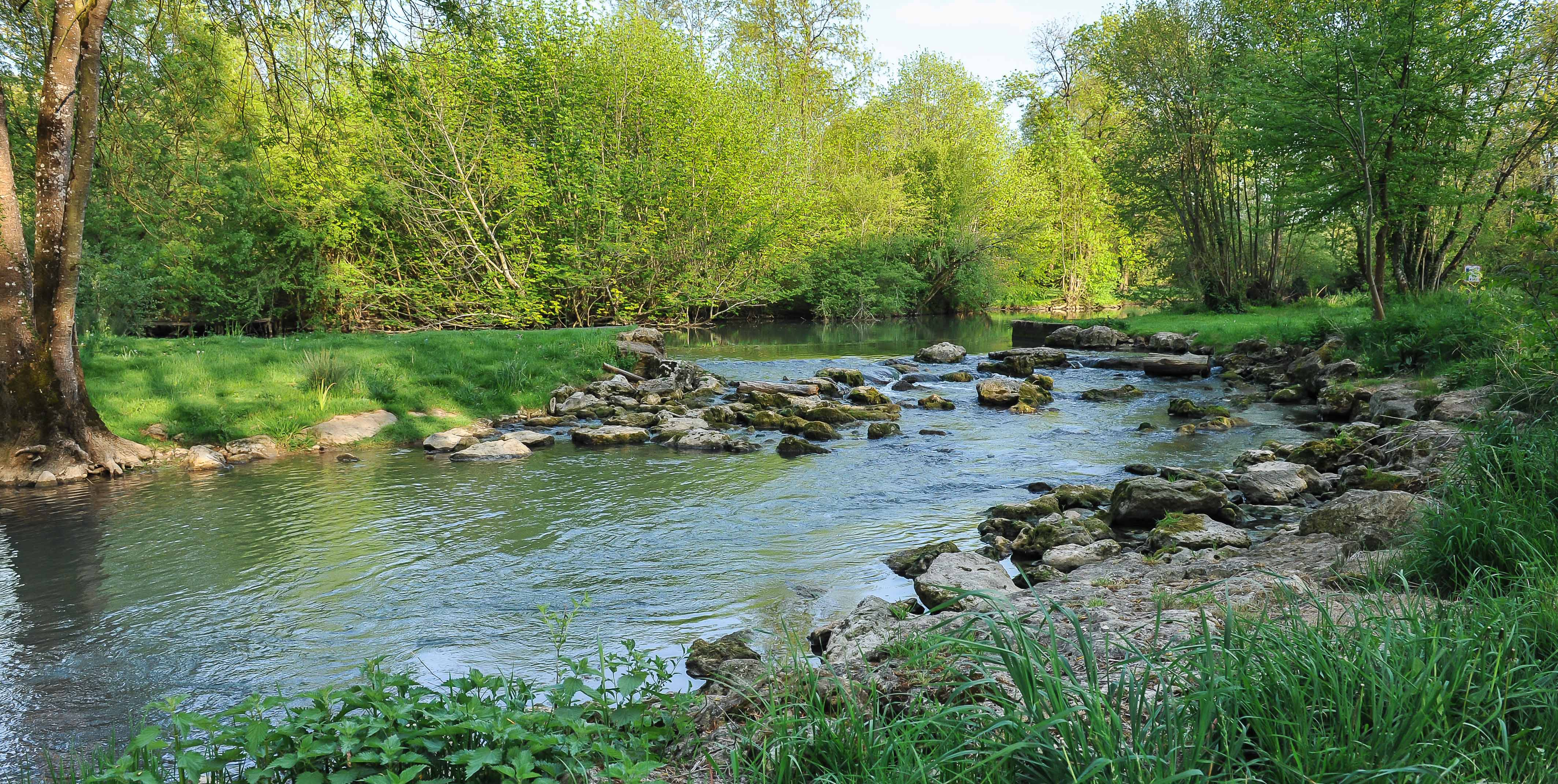
克盧埃爾河

克盧埃爾河（法語：Clouère，法語發音：[kluɛʁ]）是法國的河流，位於該國西部，屬於克蘭河的右支流，河道全長76公里，流域面積382平方公里，發源自萊薩克，河口處在拉尔谢堡和阿洛讷之間。

## 外部連結
- http://www.geoportail.fr（页面存档备份，存于）
- The Clouère at the Sandre database